# The Flash (videojuego de 1993)
The Flash es un videojuego de plataformas de acción basado en la serie de televisión The Flash de CBS desarrollado por Probe Software y publicado por Sega Enterprises para la Sega Master System lanzado en 1993.

## Jugabilidad
El juego se juega desde el estilo de plataforma típico del desplazamiento lateral en 2D y tercera persona. El jugador controla a Flash a través de los niveles en los que debe lograr 2 objetivos principales.
- A) Encuentra el interruptor que abre la salida de nivel y luego:
- B) llegar a la salida dentro del límite de tiempo.

También hay un objetivo secundario de recolectar las gemas que fueron robadas, lo que aumenta la puntuación de los jugadores.
Si el jugador no logra llegar a la salida dentro del límite de tiempo, la FED rastrea a Flash y lo mata al contacto. Si bien el jugador puede huir del FED (dándole un último aliento para llegar al final del nivel) debido a la capacidad del FED para moverse por la pantalla, independientemente de las restricciones físicas que el jugador debe encontrar (por ejemplo, paredes), el jugador finalmente está condenado a perder una vida.
El FED actúa como un método más realista para imponer un límite de tiempo en lugar de que el jugador muera repentinamente como en muchos juegos de plataformas de esta época.
Los niveles del juego reciben el título de "Episodio". Cada episodio se divide en dos zonas. Al comienzo de la zona 1, Tina de S.T.A.R. Labs informará a Flash sobre el paradero y las actividades del Tramposo, lo que brindará al jugador una introducción al Episodio y ayudará a avanzar en la historia. Al final de la segunda zona de cada episodio, Flash debe enfrentarse a Trickster en su Trickstermobile. Si bien el jefe en la "etapa de jefe" sigue siendo el mismo durante todo el juego, Trickstermobile aumenta en dificultad con armas adicionales y velocidad a medida que avanza el juego.

## Recepción
La recepción de la crítica a The Flash fue mixta. Algunos encontraron el ritmo acelerado del juego demasiado difícil de controlar, mientras que otros apreciaron la profundidad de los gráficos, el diseño de niveles y la banda sonora. Sin embargo, en 1993, el Sega Master System ya no era compatible con los mercados japonés y estadounidense. Por lo tanto, la existencia del juego en los dos países de videojuegos más grandes del mundo pasó relativamente desapercibida y sigue siendo un lanzamiento europeo oscuro hasta el día de hoy. Sin embargo, es muy valorado por algunos coleccionistas de juegos retro por esta misma razón.